# Monica Lierhaus
Monica-Christiane Lierhaus (n. 25 mai 1970, Hamburg) a fost o jurnalistă și moderatoare la televiziunea germană. În urma unei hemoragii cerebrale și a unei intervenții chirurgicale nereușite a încetat să profeseze.

## Date biografice
Examenul de bacalaureat îl promovează în 1989 la gimnaziul Charlotte-Paulsen din Hamburg. În 1990 începe să studieze anglistica și germanistica în Hamburg. Monica a făcut practica la radio Hamburg ca reporteră sportivă, ea deține și licența de antrenoare de tenis. O perioadă scurtă a trăit împreună cu moderatorul Johannes B. Kerner. Înainte de îmbolnăvire, ea a prezentat știrile sportive la postul Sat.1 și Kabel 1. Din anul 2011 este logodită cu Rolf Hellgardt producător de film la postul Kabel 1.

## Distincții
- Herbert-Award 2009: moderatoarea anului la sport
- Goldene Kamera 2011: Premiu onorific (Laudatio de Günter Netzer)